# Sri Jaya
Sri Jaya is een bestuurslaag in het regentschap Banyuasin van de provincie Zuid-Sumatra, Indonesië. Sri Jaya telt 1715 inwoners (volkstelling 2010).